# Parapinnixa glasselli
Parapinnixa glasselli is een krabbensoort uit de familie van de Pinnotheridae. De wetenschappelijke naam van de soort is voor het eerst geldig gepubliceerd in 1939 door Garth.